# Irene Ferrari
Irene Ferrari (Milano, 21 giugno 1979) è un'ex calciatrice italiana, di ruolo difensore.

## Carriera

### Club
Irene Ferrari dalla stagione 2002-2003 veste la maglia del Clarentia Trento, giocando in Serie C regionale, terzo livello del campionato italiano femminile di calcio, contribuendo a conquistare il primo posto in classifica al termine del campionato e la conseguente promozione in Serie B, la prima per la società trentina. Rinnovato l'accordo con il Clarentia disputa solo la prima parte del 2004-2005 a causa di un grave infortunio alla spalla che, necessitando di un intervento e la successiva fase di riabilitazione, la allontana dai campi di gioco fino al termine del campionato, concluso con la retrocessione della squadra.
Nella stagione 2005-2006, a riabilitazione completata, chiude accordo con la società a.c.f. Brescia femminile per entrare nella rosa della prima squadra che disputa il campionato di serie A2. Stagione con poche presenze nelle partite di campionato ma di grande valore esperienziale.
Nella stagione 2006-2007 Ferrari è inserita in rosa nel Trento, squadra che disputa il campionato di Serie A2 e che alla fine del campionato chiude con 48 punti al primo posto il Girone B conquistando il diritto di disputare la Serie A a scapito del Chiasiellis, secondo a 47 punti, ma che verrà anch'esso ripescato per completamento organico per la stagione 2007-2008.
Ferrari fa il suo esordio nel livello di vertice del campionato italiano alla 2ª giornata, nell'incontro del 22 settembre 2007 persa in casa con un netto 0-9 con le campionesse d'Italia del Bardolino Verona. Durante la stagione ha anche l'occasione di segnare la sua prima rete in Serie A, il 2 febbraio 2008, alla 14ª giornata, andando a segno al 54' e ristabilendo la parità con le avversarie della Riozzese. Al termine del campionato decide di congedarsi con un tabellino personale di 18 presenze, 17 nella stagione regolare più la partita di play-out persa proprio con il Chiasiellis e che condanna il Trento alla retrocessione.
Durante il calciomercato estivo 2008 trova un accordo con il Südtirol Vintl Damen, sposando le ambizioni della società che, iscritta alla Serie B, l'allora terzo livello nella struttura del calcio femminile italiano, punta alla promozione al termine della stagione entrante. Con le altoatesine Ferrari avvia un sodalizio durato sette stagioni, tranne la sola 2011-2012, conquistando il doppio salto di categoria fino alla Serie A nei suoi primi due campionati in biancorosso.
Ferrari fa ritorno nuovamente al Südtirol Damen Bolzano, denominazione assunta dalla società dopo lo spostamento della sede da Vandoies/Vintl a Bolzano, nell'estate 2012, per disputare la stagione entrante nel campionato di Serie A2 2012-2013, l'ultimo così denominato nel secondo livello del campionato nazionale.
Cancellata la Serie A2, il secondo livello riparte dalla Serie B, con il Südtirol iscritto al girone B. Ferrari condivide il percorso della società bolzanina che la vede raggiungere il terzo posto al termine del campionato di Serie B 2013-2014, a 4 punti dall'Orobica, e il primo, con 7 punti di vantaggio sul Valpolicella, al termine del successivo.
Il 21 maggio 2016 Ferrari decide, a 37 anni, di chiudere la carriera con l'ultima partita della stagione 2015-2016, con la squadra già matematicamente condannata alla sua seconda retrocessione in cadetteria della storia ma che riesce a pareggiare per 3-3 con le avversarie del San Zaccaria.

## Palmarès

### Club
- Campionato Italiano di Serie A:

A.C.F. Trento: 2007-2008.       Südtirol Damen Bolzano: 2010-2011      Südtirol Damen Bolzano: 2015-2016
- Campionato italiano di Serie A2: 2

A.C.F Trento: 2006-2007
Südtirol Vintl Damen:  2009-2010 2010-2011 2011-2012 2012-2013 2014-2015
- Campionato italiano di Serie B: 2

Südtirol Damen Bolzano: 2013-2014 2014-2015 (secondo livello)
Südtirol Vintl Damen: 2008-2009 (terzo livello)
Brescia Femminile 2005-2006